# Mitromorpha bassiana
Mitromorpha bassiana é uma espécie de gastrópode do gênero Mitromorpha, pertencente a família Mitromorphidae.